# Rory Gilmore
Lorelai Leigh "Rory" Gilmore  a Szívek szállodája című sorozat egyik főszereplője, Alexis Bledel alakítja. A sorozat összes epizódjában szerepelt. Először a 2000-es pilot epizódban jelent meg, ezután a 2007-es utolsó epizódig az összes részben megjelent.

## Háttér
Rory Lorelai Gilmore lánya, aki 1984. október 8.-án született Hartfordban (Connecticut), 4:03-kor. Anyja minden évben elmeséli ebben az időpontban, hogyan született. Mivel Rory akkor született, amikor Lorelai 16 éves volt, így ők ketten inkább barátoknak számítanak, mint anyjának és lányának. Hasonló gyorsételeket(pizza,taco,hamburger), kávét, filmeket és zenéket szeret, mint anyja. Élete korai szakaszában anyjával élt a szülei villájában, amíg Lorelai el nem szökött onnan. Ezután gyerekkorát a fiktív Stars Hollow kisvárosban töltötte. Itt élt anyjával . Nagyszüleivel nem nagyon volt kapcsolata, egészen addig, amíg nem kezdett a Chilton Akadémiára járni.

## Válogatás
Alexis Bledelnek korábban nem volt színészi tapasztalata.
Susanne Daniels azt mondta: "Amy olyan okos tinédzserlányt szeretett volna, aki nem egy szőke "cicababa" vagy egy vesztes, aki a fehér lovas hercegre vár. Olyan lányt szeretett volna, aki iszonyatosan független és intelligens, de egyben naiv is, ha szerelmi ügyekről van szó".
Edward Herrmann, aki Richard szerepét alakította, így fogalmazott: "Azt hiszem, Amy ötlete volt az, hogy a nagypapa-unoka kapcsolat virágozzon. Ez egy csodálatos része volt a történetnek, amit nagyon élveztem.

## Fogadtatás
A The New York Times kritikusa, Ron Wertheimer így nyilatkozott a Pilot epizód után: "Ms. Bledel, aki újnak számít a televízió világában, a koraérett bölcsesség és a tinédzserkori szorongás remek keverékét nyújtja." Laura Fries, a Variety kritikusa Roryt nevezte a sorozat igazi sztárjának azért, mert "képes azokat a gyakran rejtett érzelmeket megjeleníteni, amelyek gyötrik a tinédzsereket". A The Atlantic kritikusa, Shirly Li dicsérte Rory és az egyik iskolatársa, Paris barátságát is, szerinte "ennek a barátságnak kulturális örökségnek kell lennie".
Rory szerepéért Alexis Bledel 2001-ben megnyerte a Young ArAtist-díjat a "legjobb alakítás egy televíziós dráma sorozatban" kategóriában. 2005-ben és 2006-ban Teen Choice-díjat nyert. 2002-ben OFTA-díjra (Online Film & Television Association Awards) jelölték, 2006-ban pedig ALMA-díjra.

## Érdekességek
- A sorozatban Lorelai és lánya imádja a kávét. Alexis Bledel(aki Rory Gilmore-t alakította)azonban nem szerette a kávét,ezért "Rory" az egész sorozat ideje alatt kólát ivott kávé helyett.
- Alexis Bledel magyar szinkronhangja Bogdányi Titanilla volt.
- Milo Ventimiglia(Jess) és Alexis között a valóságban is kapcsolat szövődött.
- Rory legjobb barátnőjét,Lane-t játszó színésznő 16 éves lányt alakított a sorozatban,de valójában 27 éves volt.
- Rory első barátját Jared Padalecki játszotta,aki népszerű volt a Supernatural c. sorozatban is.